# آلن کاون
آلن کاون (انگلیسی: Allan Cavan؛ ‏ ۲۵ مارس ۱۸۸۰ – ۱۹ ژانویهٔ ۱۹۴۱) بازیگر اهل ایالات متحده آمریکا بود.
از فیلم‌هایی که وی در آن‌ها نقش داشته‌است، می‌توان به شورش، غلیظ‌تر از آب، مزاحم، بی‌آبرو، لندن پس از نیمه‌شب، مهمان سیزدهم و کک‌های جنجال‌آفرین اشاره نمود.